# The 25 Year War

Bìa của cuốn sách

The 25 Year War: America's Military Role in Vietnam (ISBN 978-0813190365) là một cuốn sách của Bruce Palmer Jr. về Chiến tranh Việt Nam, được xuất bản vào năm 1984.
Cuốn sách được chia thành hai phần, phần đầu theo thứ tự thời gian các sự kiện dẫn đến sự sụp đổ của Sài Gòn năm 1975 và đề cập đến vị trí của Palmer trong những sự kiện đó. Phần thứ hai được gọi là 'Đánh giá' và rộng hơn là chỉ ra những gì đã làm đúng và sai và cũng đưa ra một vai trò thay thế mà Hoa Kỳ có thể đã đóng trong cuộc xung đột:
- Các lực lượng mặt đất của Mỹ lẽ ra phải tập trung ở miền Bắc và tập trung vào việc đánh chặn dòng binh lính và tiếp liệu xuống đường mòn Hồ Chí Minh.
- Quân đội Nam Việt Nam đã có thể chiến đấu với Việt Cộng ở phần còn lại của đất nước, mà nếu không có sự hỗ trợ từ phía Bắc thì quân đội Việt Nam có thể bị đánh bại hoặc bị kiềm chế.
- Thay vì tuyên bố công khai rằng cuộc xâm lược miền Bắc Việt Nam là ngoài mục đích nhằm nới lỏng Liên Xô và Trung Quốc, Mỹ lẽ ra phải thường xuyên đe dọa Hà Nội bằng các cuộc đổ bộ trong khi không bao giờ có ý định thực hiện nó. Ngoài ra, các cuộc đột kích quy mô nhỏ vào miền Bắc Việt Nam vì mục đích này hay mục đích khác sẽ không bị loại trừ.
- Không ném bom chiến lược miền Bắc.

Palmer rất quan trọng đối với các hoạt động bí mật:
Chiến tranh bao gồm chiến đấu của các lực lượng vũ trang trong các hoạt động công khai theo các quy tắc do Công ước Geneva đặt ra và được hầu hết các quốc gia văn minh tham gia. Đặt quân nhân mặc đồng phục của chúng tôi vào bất kỳ vị trí nào khác là vi phạm hoàn toàn lòng tin từ phía chính phủ của họ. Chiến tranh phải được coi là hợp pháp trong con mắt của người dân và của những chiến binh được giao phó để chiến đấu. Vì những lý do tương tự, tôi luôn kiên quyết phản đối việc sử dụng quân nhân Hoa Kỳ trong các hoạt động bí mật mà chính phủ có thể phủ nhận một cách đáng tin cậy.
Mặc dù đôi khi Palmer đồng ý với mục đích của các hoạt động được thực hiện một cách bí mật, chẳng hạn như xâm nhập vào Lào hoặc Campuchia, ông hoàn toàn không đồng ý với những hành vi lừa dối liên quan.
Palmer thấy những lời cảnh báo của Schlesingers đối với quân đội về việc tuân thủ chuỗi chỉ huy thích hợp sau khi Nixon từ chức là thiếu tôn trọng sự toàn vẹn của quân đội Hoa Kỳ.